# William Price (explorateur)
Pour les articles homonymes, voir William Price.
William Price, né en 1780 à Worcester et mort en juin 1830 à Merryman's Hill, près de Worcester, est un explorateur et orientaliste britannique. 

## Biographie
En 1810, il est nommé secrétaire adjoint et interprète à l'ambassade de Gore Ouseley en Perse qui s'y rend de 1811 à 1812. Price tient un journal du voyage et réalise des centaines de dessins, de paysages et de bâtiments. Il déchiffre aussi de nombreuses inscriptions cunéiformes et visite Persépolis et Babylone.
De retour en Angleterre, il écrit et enseigne les langues orientales au séminaire d'Alexander Humphreys, à Netherstone House, près de Worcester. Il fonde une imprimerie privée dans sa maison et devient membre de la Royal Asiatic Society de Londres et de la Société asiatique de Calcutta. 
Il meurt d'apoplexie en juin 1830 à Merryman's Hill, près de Worcester. 

## Publications
- 1822 : Dialogues Persans, composés pour l'auteur par Mirza Saulih de Chiraz
- 1823 : A Grammar of the Three Principal Oriental Languages, Hindoostanee, Persian, and Arabic, on a Plan entirely new, Londres.
- 1825 : A Journal of the British Embassy to Persia, embellished with numerous Views taken in India and Persia; also a Dissertation upon the Antiquities of Persepolis, Londres (seconde édition contenant Elements of Sanskrit, or an Easy Guide to the Indian Tongues, Worcester, 1827 ; Londres, 1832. Illustrée des dessins de Price.
- 1828 : A new Grammar of the Hindoostanee Language, issued under the auspices of the East India Company, Londres.
- 1828 : Husn oo Dil, or Beauty and Heart: an Allegory, Londres.